# Yunior Estrada
Yunior Estrada Falcón (ur. 23 września 1986) – kubański zapaśnik w stylu klasycznym. Dwukrotny olimpijczyk. Dziesiąty w Pekinie 2008 w kategorii 84 kg, piąty w Londynie 2012 wadze 96 kg.
Siódmy na mistrzostwach świata w 2010. Dwa medale na igrzyskach panamerykańskich, złoto w 2011. Najlepszy na mistrzostwach panamerykańskich w 2008. Siódmy w Pucharze Świata w 2011 roku.